# Tribulations d'une amoureuse sous Staline
Pour plus de détails, voir Fiche technique et Distribution.
Tribulations d'une amoureuse sous Staline (Rewers) est un film dramatique polonais réalisé par Borys Lankosz, sorti en 2009. 

## Distribution
- Agata Buzek : Sabina
- Krystyna Janda : Irena Jankowska, la mère de Sabina
- Anna Polony : La grand-mère de Sabina
- Marcin Dorociński : Bronisław
- Łukasz Konopka : Arkadiusz
- Adam Woronowicz : Monsieur Józef
- Bronisław Wrocławski : Le directeur Barski
- Błażej Wójcik : Marcel
- Jerzy Bończak
- Jacek Poniedziałek
- Joachim Lamża
- Olena Leonenko
- Marek Probosz
- Jerzy Moes
- Marcin Czarnik
- Grzegorz Stosz

## Distinctions
- Festival du film polonais de Gdynia
  - Lions d'or en 2009 pour le meilleur film et la meilleure production
  - Meilleure actrice : Agata Buzek
  - Meilleure photo : Marcin Koszałka
  - Meilleure musique : Włodzimierz Pawlik
  - Meilleur second rôle masculin : Marcin Dorociński
- Festival du film polonais de Gdynia
  - Aigle du meilleur film
  - Aigle de la meilleure actricepour Agata Buzek
  - Aigle de la meilleure actrice dans un second rôle pour Anna Polony
- Festival international du film de Varsovie
  - Prix FIPRESCI
- Festival international du film de Moscou

## Divers
- Don't Let Me Be Misunderstood est joué sur la scène finale du film.
- Distribué par KMBO
- Le film est proposé à l'Oscar du meilleur film en langue étrangère.
- D'après le roman Rewers de Andrzej Bart, suite de son premier roman Rien ne va plus, Prix littéraire de la fondation Kościelski en 1991.